# Tylos capensis
Tylos capensis là một loài chân đều trong họ Tylidae. Loài này được Krauss miêu tả khoa học năm 1843.